# Damir Vuica
Damir Vuica (Osijek, 7 gennaio 1972) è un ex calciatore croato, di ruolo difensore.
Considerato uno dei migliori giocatori dell'Osijek, di cui fu capitano e di cui con 251 apparizioni in Prva HNL è il secondo recordman per presenze.

## Carriera

### Club

#### Gli inizi ed il trasferimento a Spalato
Cresciuto calcisticamente nella squadra cittadina dell'Osijek, dopo una permanenza di due stagioni in prima squadra si trasferì all'Hajduk Spalato. 
Con i Majstori s mora esordì il 24 luglio 1994 subentrando nella finale di andata di Supercoppa di Croazia poi vinta ai danni della Dinamo Zagabria. 
Con i bili, oltre ad aver vinto un campionato e una Coppa di Croazia, raggiunse l'apice della carriera disputando i quarti di finale di Champions League contro l'Ajax poi campione di quella edizione.

#### Il ritorno ad Osijek
Conclusa l'esperienza spalatina tornò nella città natia, raggiungendo nel 1999 con i Bijelo-Plavi la vittoria del primo titolo del club, la Coppa di Croazia vinta a Zagabria contro il Cibalia. Due stagioni dopo raggiunse i sedicesimi di finale di Coppa UEFA dove però fu fermato dal Slavia Praga, sprecando la vittoria per 2 a 0 costruita durante la partita di andata, rimase uno dei maggiori rimpianti in carriera per Vuica.

#### Il Kamen Ingrad, l'Osijek e il ritiro dal calcio giocato
Finita la seconda esperienza ad Osijek si trasferì in un'altra squadra della Slavonia, il Kamen Ingrad. 
Anche con la squadra di Velika disputò la Coppa UEFA 2003-2004, questa volta però fu eliminato al primo turno dal Schalke 04.
Nel 2005 dopo tre stagioni al Kamen Ingrad, tornò per la terza volta nell'Osijek, per poi nel 2009 ritirarsi dal calcio giocato.

## Palmarès

### Competizioni nazionali
- Campionato croato: 1

Hajduk Spalato: 1994-1995
- Coppa di Croazia: 2

Hajduk Spalato: 1994-1995
Osijek: 1998-1999
- Supercoppa di Croazia: 1

Hajduk Spalato: 1994